# Rafael Garzón
Rafael Garzón (1863, Granada – 1923, tamtéž) byl španělský fotograf a byl považován za jednoho z největších mistrů španělské fotografie druhé poloviny 19. století a první třetiny 20. století. Jeho studio bylo v provozu až do roku 1935.

## Životopis
Fotografickou kamerou zachycoval krajiny a památky Andalusie. Proslavil se svými fotografickými portréty vytvořenými ve svém ateliéru v Alhambře. Jeho fotografie ilustrovaly Obchodní průvodce Granadou.
V Seville, kam dorazil v roce 1901, vlastnil ateliér s přepychovou arabskou scenérií, aby jej mohl používat pro své fotografie.
Pořizoval portréty sevillské aristokracie a také prvních turistů, kteří přicestovali do Andalusie. Proto se jeho fotografie šířily i mimo Španělsko. Vyráběl také alba a pohlednice sevillských památek.

### Studia
- Calle Triunfo 127, Córdoba. Toto studio se jmenovalo Estudio fotográfico Hispano-árabe Casa del Califa
- Calle Alhambra 24, Granada (v centru Alhambry v Granadě).
- Calle Mendez Nuñez 5, Sevilla.

## Galerie

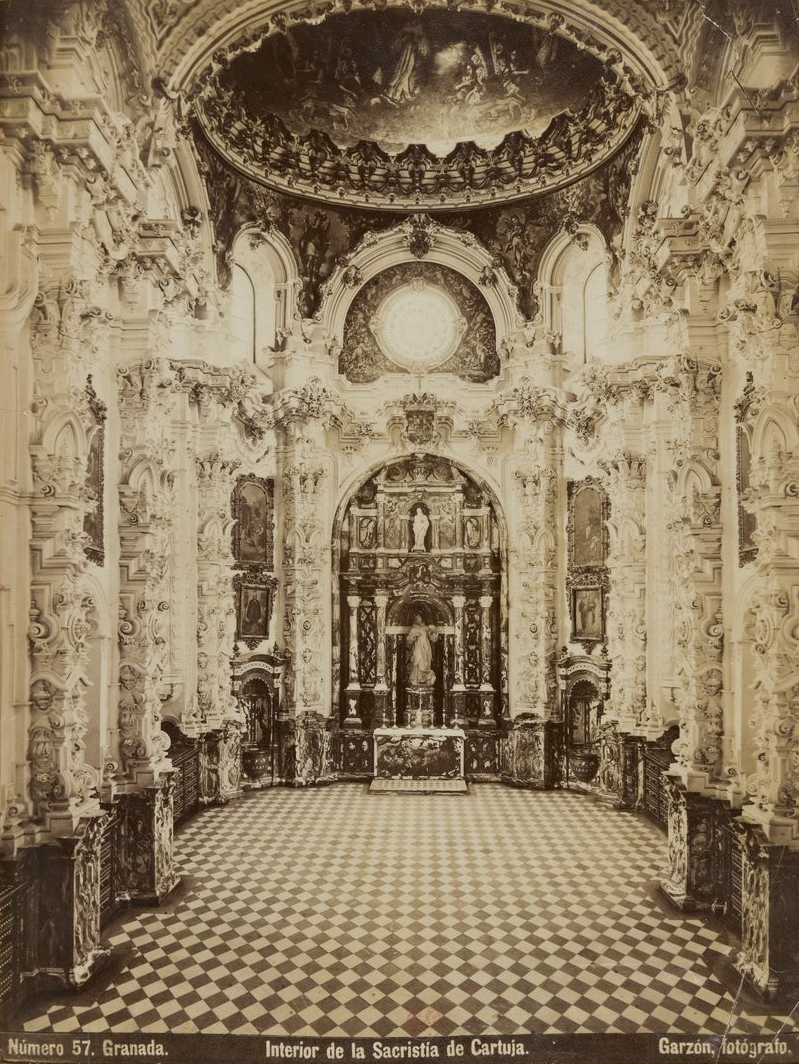
Cartuja de Granada
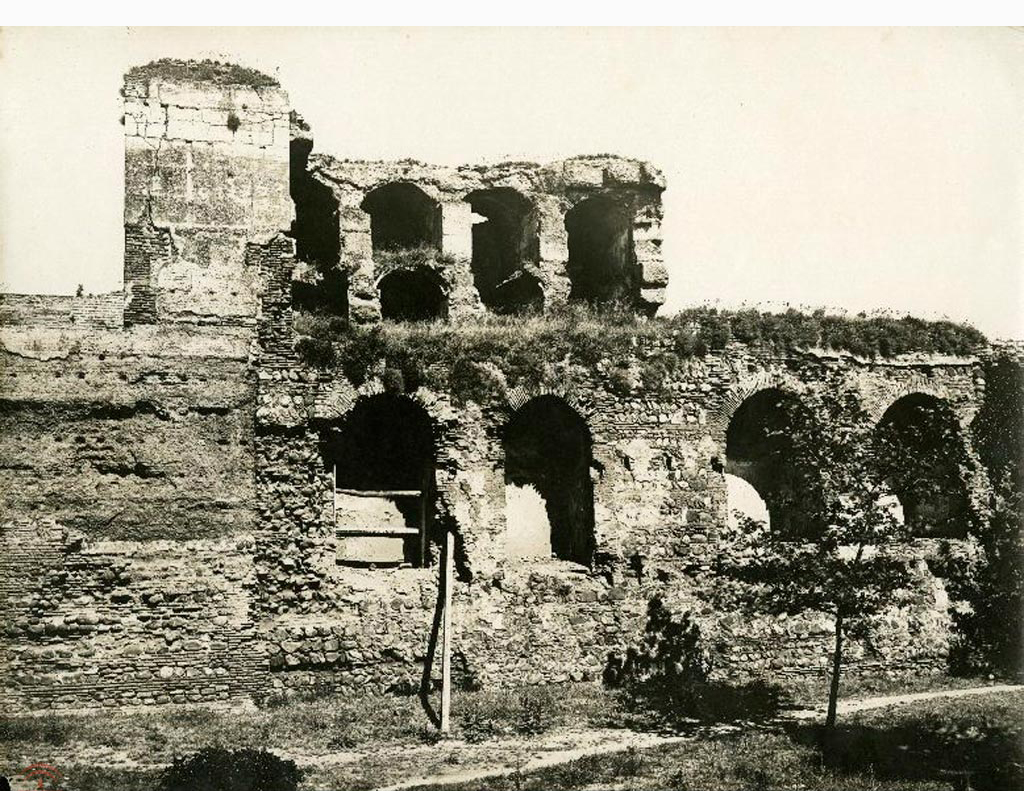
Alhambra
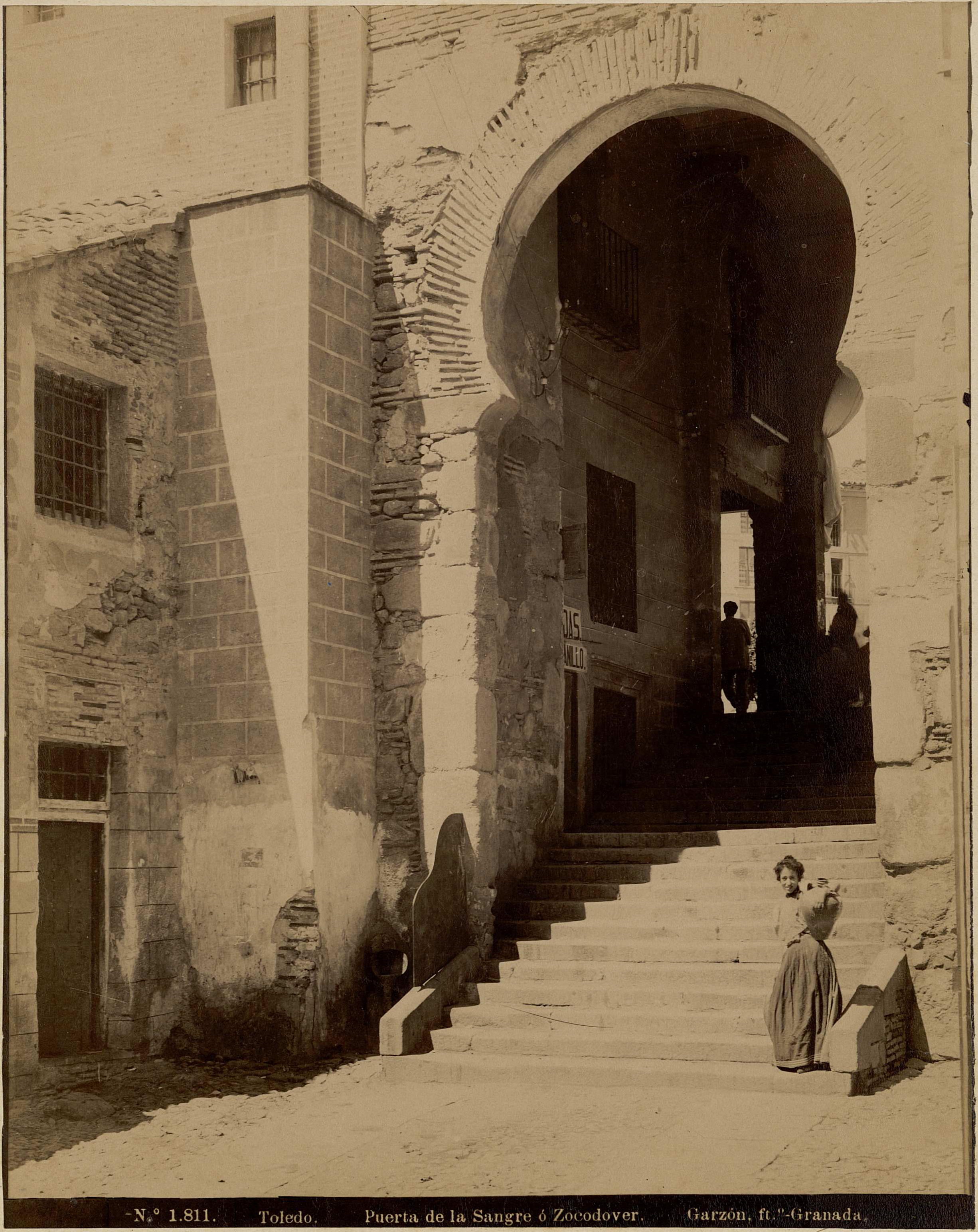
Puerta de la Sangre o Zocodover, Toledo
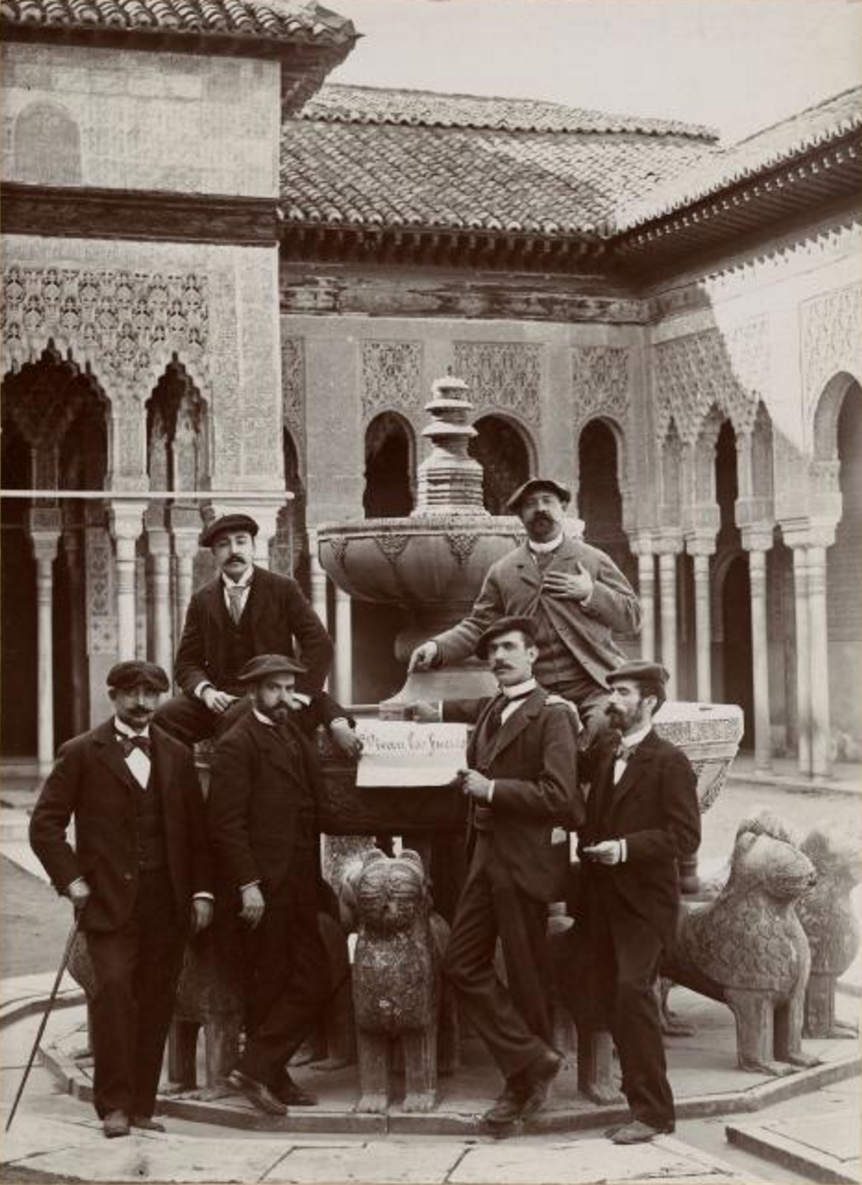
Carlistas en Granada, 1894
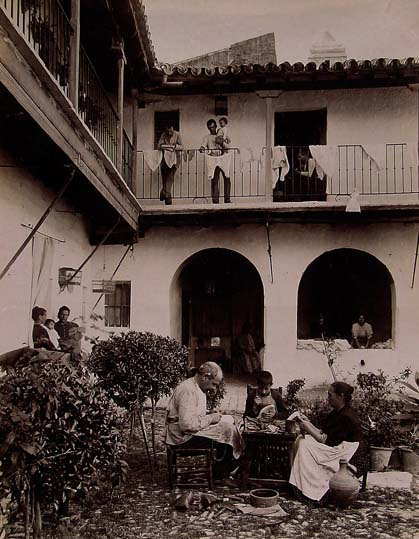
Costumbres sevillanas, Interior de un corral
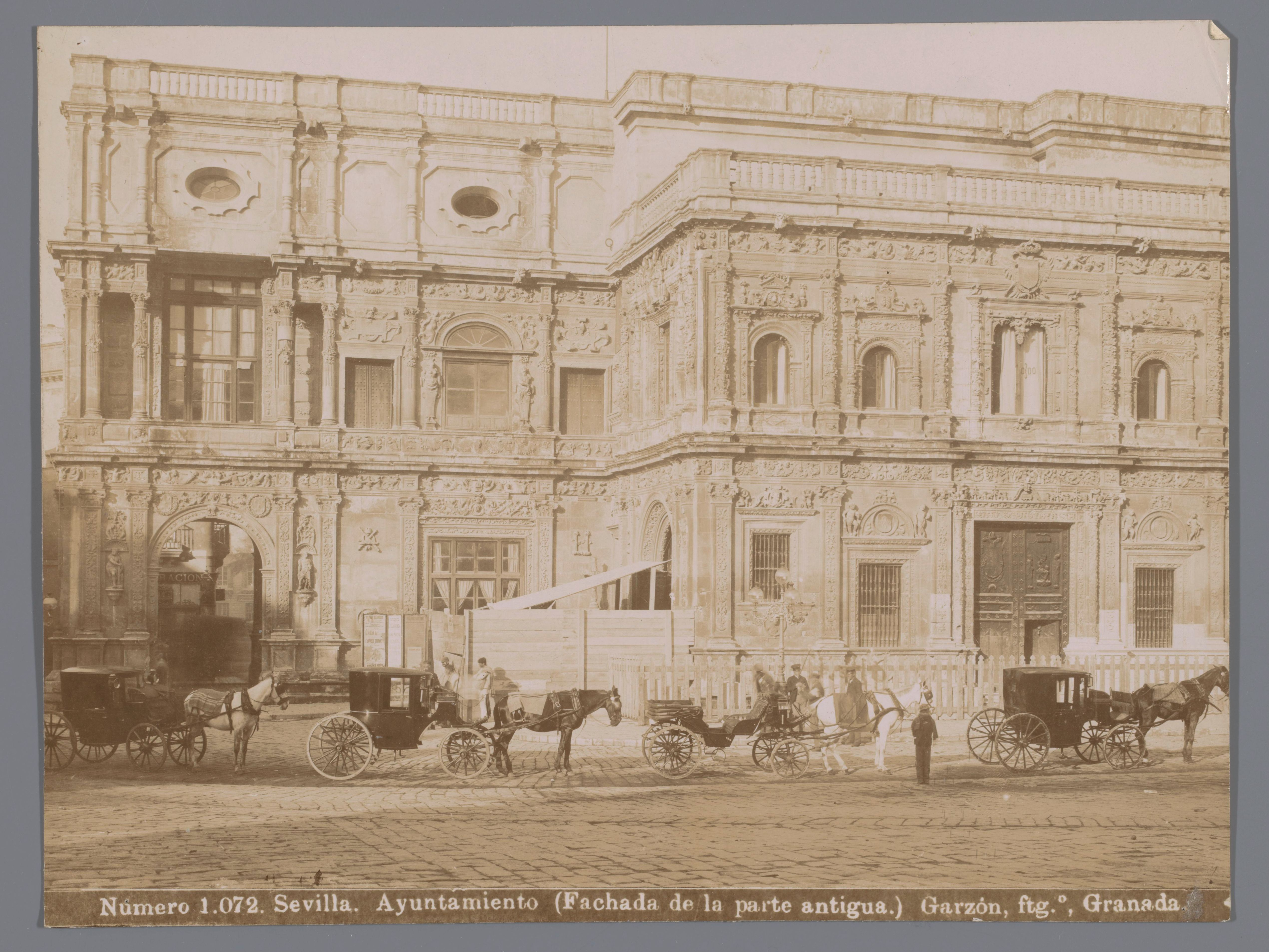
Stadhuis van Sevilla Sevilla, Ayuntamiento(Fachada de la parte antigua)
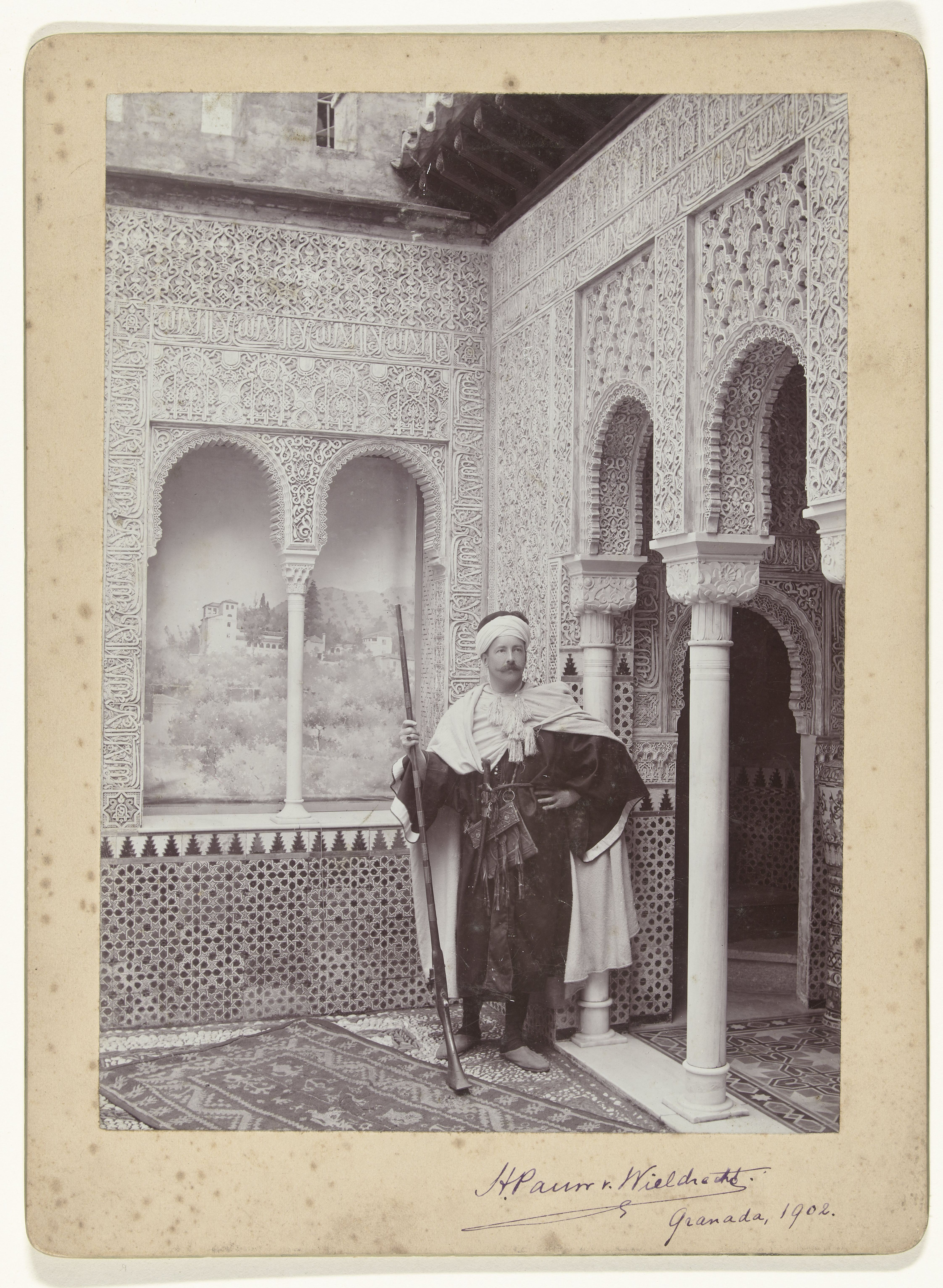
Studiový portrét Henryho Pauwa van Wieldrechta v orientálním kostýmu s puškou
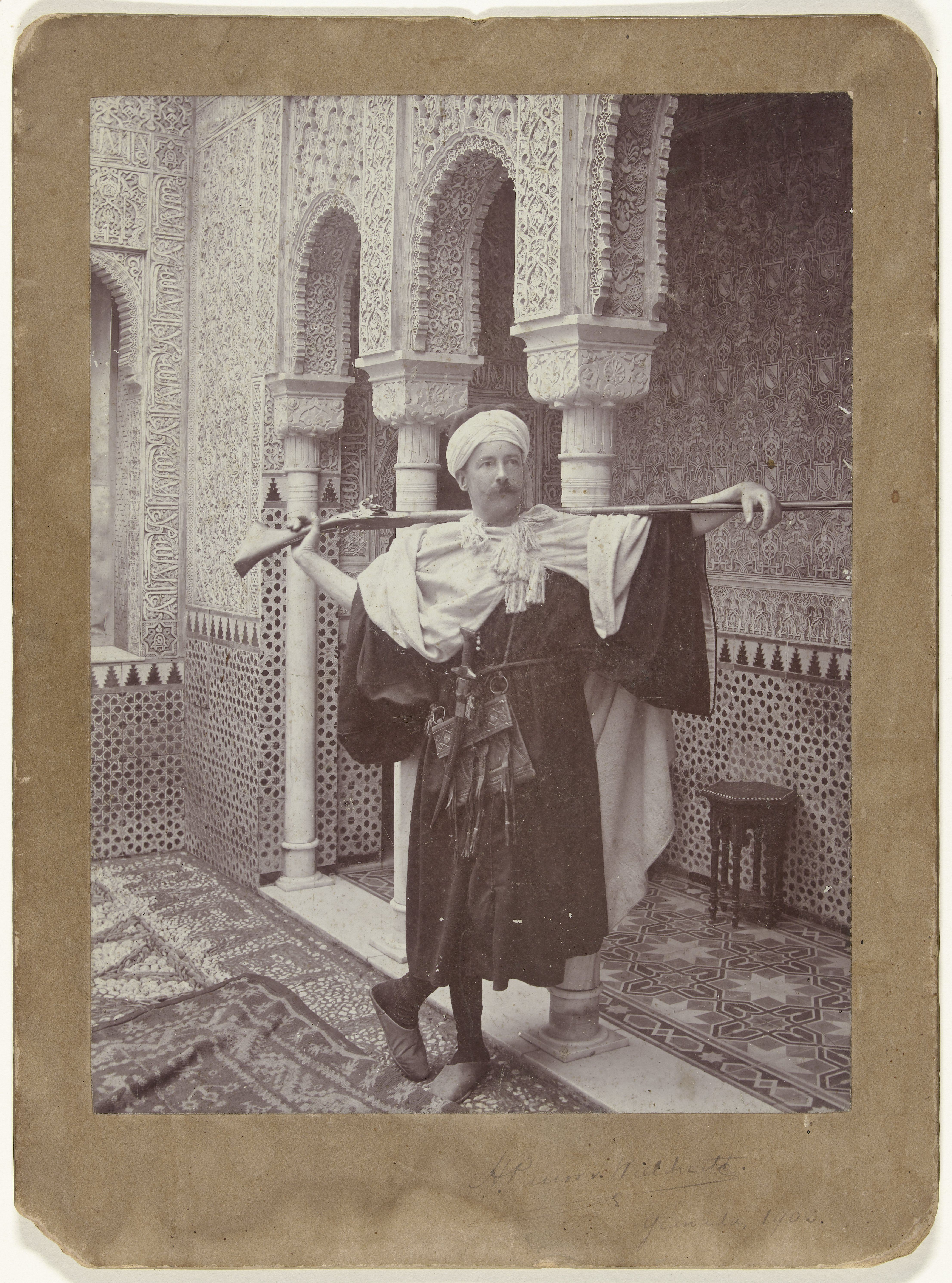
Studiový portrét Henryho Pauwa van Wieldrechta v orientálním kostýmu s puškou
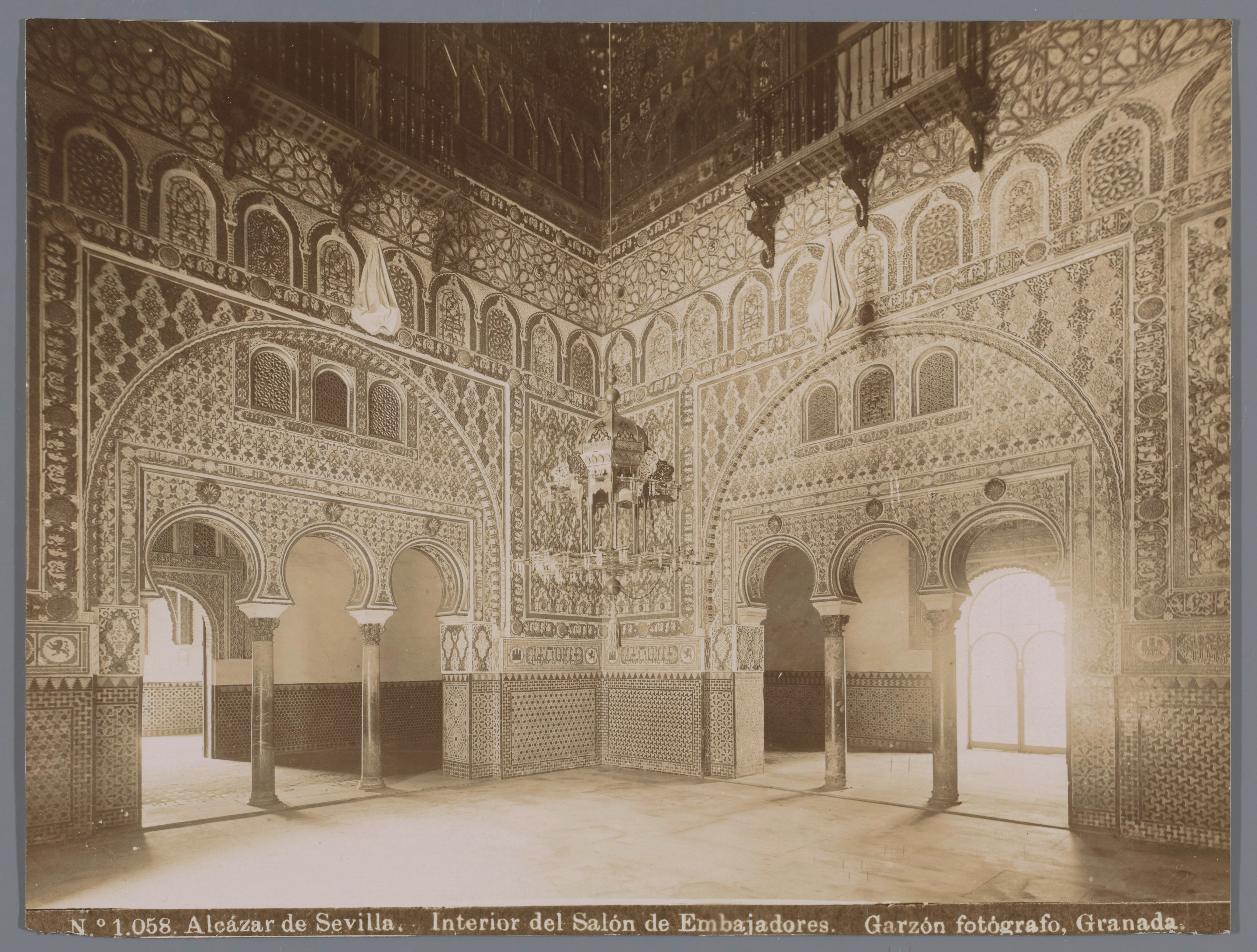
Interiér královského paláce v Seville Alcazar de Sevilla, interiér Salon de Embajadores